# Corinne Bailey Rae

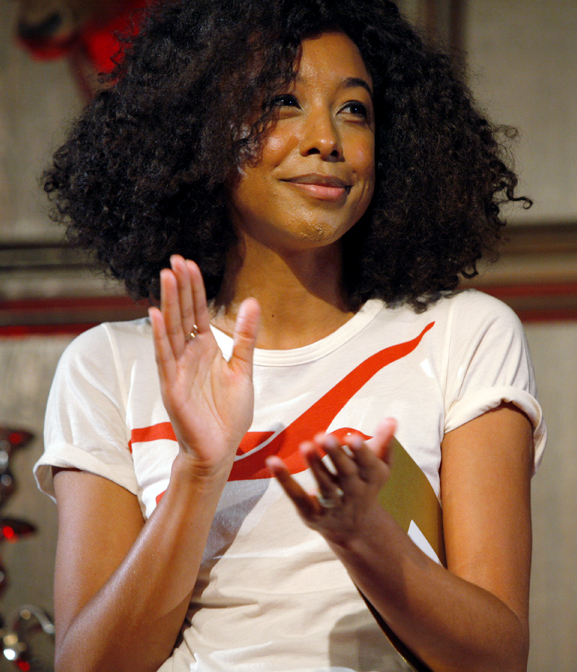
Corinne Bailey Rae (2009)

Corinne Jacqueline Bailey Rae (* 26. Februar 1979 in Leeds, West Yorkshire) ist eine britische Singer-Songwriterin und zweifache Grammy-Preisträgerin.

## Biografie

### Kindheit und Jugend
Als Corinne Jacqueline Bailey wurde die Sängerin 1979 in der englischen Industriestadt Leeds als Tochter einer Britin und eines Immigranten von der karibischen Insel St. Kitts geboren. Ihre Eltern waren künstlerisch interessiert und gehörten dem Kleinbürgertum an. Sie erhielt als Kind Violinunterricht, den sie aber mit 15 Jahren aufgab. Mit dem Singen begann sie in der Kirche. Sie sang nicht in Gospel-Kirchen, sondern in normalen Kirchen, die meist von der Mittelklasse besucht wurden. Später war sie Mitglied im Chor einer Baptistenkirche. Außerdem hat sie noch zwei jüngere Schwestern.

### Musikalische Anfänge und Studium
Mit 15 gründete sie die Indie-Band Helen, die nur aus weiblichen Mitgliedern bestand. Die Musik, die sie nun machte, war Protest-Rock, der sich an Bands wie Nirvana anlehnte. Das Label von Helen war Roadrunner Records, das Bands wie Slipknot unter Vertrag hatte.
Bailey Rae studierte Literaturwissenschaften an der University of Leeds. Während ihres Studiums arbeitete sie als Garderobiere in einer Jazz-Bar, in der sie das erste Mal mit Jazz und Soul in Kontakt kam. In dieser Bar lernte sie auch den Saxophonisten Jason Rae kennen, den sie 2001 im Alter von 22 Jahren heiratete. Am 22. März 2008 wurde er tot aufgefunden.
Nach ihrer Heirat begann Bailey Rae damit, an Solo-Material zu arbeiten. Sie arbeitete mit der Funk-Gruppe New Mastersounds aus Leeds an dem Lied Your Love Is Mine, das sie zudem gemeinsam mit der Band geschrieben hatte. Danach arbeitete sie mit der Band Homecut Directive an dem Song Come The Revolution, der die erste Single des Debüt-Albums der Band wurde.
Ende 2004 beteiligte sich Bailey Rae an Mark Hills, des Mentors von Craig David, neuem Album Better Look Next Time, das dieser unter dem Alias The Stix veröffentlichte. Das Ergebnis dieser Zusammenarbeit war die Aufmerksamkeit der Major-Labels.

### Durchbruch
Bailey Rae komponierte die Stücke für ihr Debüt-Album selbst. Nachdem die ersten Demos an die Plattenfirmen geschickt worden waren, überboten diese sich, um sie unter Vertrag zu nehmen. Nach diesem Bieterwettstreit wurde sie für eine siebenstellige Dollarsumme verpflichtet. Nach Auftritten im Fernsehen bei berühmten Moderatoren zog man die Veröffentlichung ihres Albums vor, weil bei Amazon so viele Vorbestellungen eingingen, dass das US-Unternehmen nicht mehr damit fertig wurde.
Like a Star war Bailey Raes Debüt-Single, die im November 2005 nur in Großbritannien erschien. Sie war auf 3000 Exemplare limitiert. Die Single war als Test für weitere Veröffentlichung gedacht, entwickelte sich jedoch auf Grund der geringen Auflage zu einer Trophäe unter Fans. 2006 wurde die Single wegen der großen Nachfrage erneut veröffentlicht. Ihre zweite Single wurde in Großbritannien am 20. Februar 2006 veröffentlicht und verkaufte sich dort seitdem mehr als 65.000 Mal. Sie stieg direkt auf Platz zwei der britischen Singlecharts ein. Das Video wurde in Südafrika gedreht. Das den eigenen Namen tragende Debüt-Album Corinne Bailey Rae erschien in Großbritannien am 27. Februar 2006. Es stieg direkt von Null auf Platz eins der britischen Albumcharts und verkaufte sich dort bis jetzt mehr als 600.000 Mal. Von der BBC wurde sie als Topfavoritin unter jenen Künstlern nominiert, denen 2006 der große Durchbruch prophezeit wurde. 2007 war sie in der Kategorie Best New Artist und mit der Single Put Your Records On in den Kategorien Record of the Year und Song of the Year für den Grammy Award nominiert, ging jedoch bei der Preisvergabe leer aus.
Aus Bailey Raes gleichnamigen Debütalbum wurden vier Singles veröffentlicht: Like a Star, Put Your Records On, Trouble Sleeping und I'd Like To. Durch viele Airplays kam der Song Breathless als Promo-Single auch in die japanischen Charts.

### Ab 2010

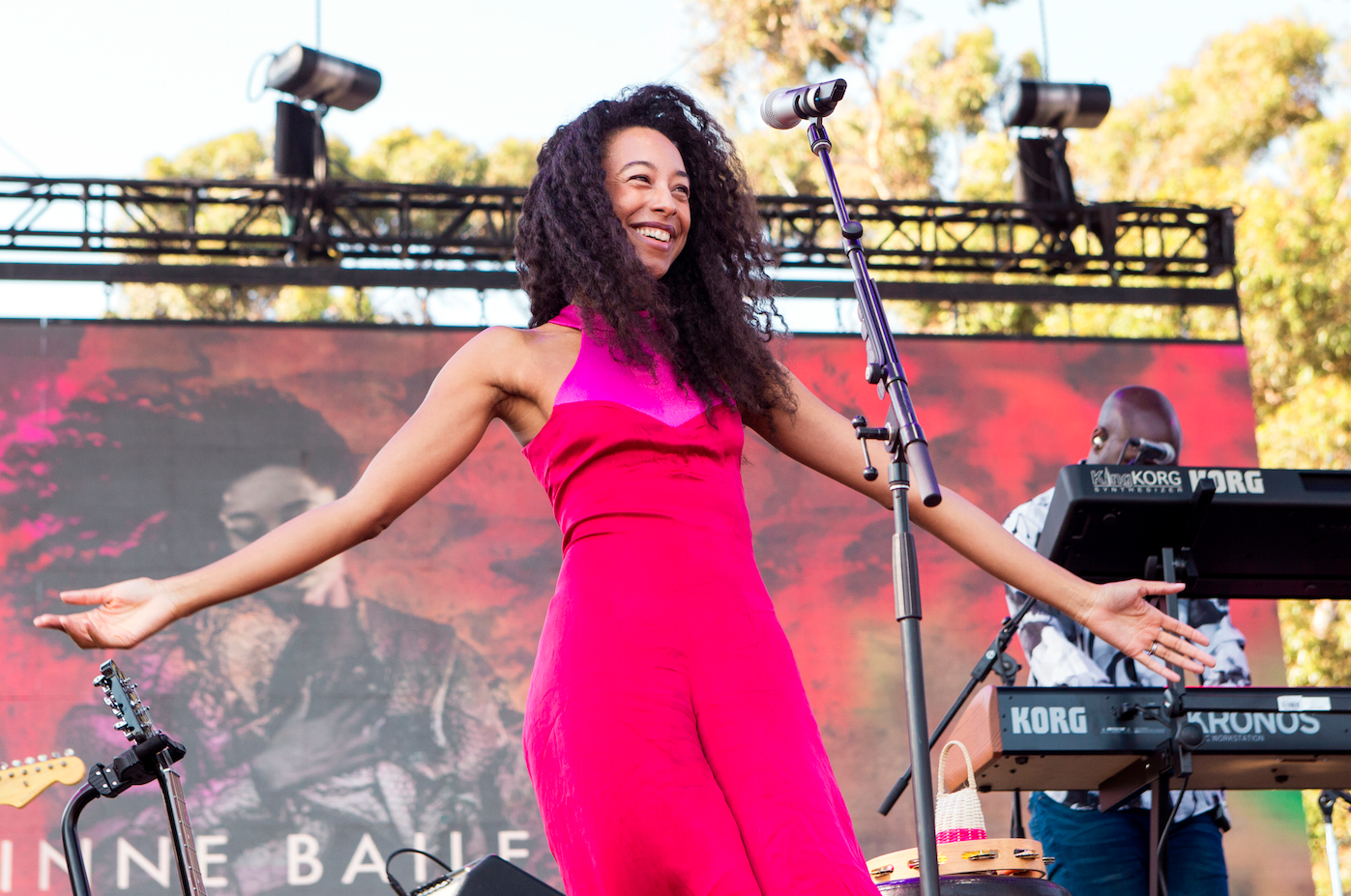
Bailey Rae auf dem Ohana Festival 2016

2010 erschien nach vier Jahren Bailey Raes zweites Album The Sea. Auch dieses konnte sich wieder in den Top Ten der britischen und US-Charts platzieren, konnte aber an den Erfolg des Debütalbums nicht anschließen. Die aus dem Album ausgekoppelten Singles schafften es nicht, sich in den Single-Charts zu platzieren.
2012 wurde Bailey Rae für Is this love mit dem Grammy Award for Best R&B Performance ausgezeichnet. 2013 musste Bailey Rae die Plattenfirma wechseln, da Capitol Records von der Universal Music Group aufgekauft wurde. Seitdem veröffentlicht sie bei Virgin Records. Im Mai 2016 veröffentlichte Bailey Rae ihr drittes Album mit dem Titel The Heart Speaks In Whispers.
Für den Soundtrack zu Fifty Shades of Grey – Gefährliche Liebe nahm Bailey Rae eine Coverversion des Coldplay-Titels The Scientist auf. Die Aufnahme dient als Titelthema für den Film. Nach Veröffentlichung des Films erreichte der Titel in den deutschsprachigen Ländern die Charts und bescherte ihr ein Chart-Comeback nach etwas mehr als einem Jahrzehnt. Zur 2016 erstmals auf Sky 1 Television UK ausgestrahlten Serie Stan Lee’s Lucky Man steuerte sie das Titellied Lucky Man bei.

## Stil
Meistens wird die Musik Bailey Raes als Soul-Pop bezeichnet und sie damit als Soul-Sängerin. Teilweise wird aber auch Jazzpop oder Neo-Soul als Bezeichnung ihres Musikstils verwendet. Unstrittig ist aber, dass sie sich von Soul und Jazz bei ihrer Musik beeinflussen lässt. Dementsprechend findet man auch Einflüsse beider Stilrichtungen in ihren Stücken. Begleitet wird sie meistens nur von ihrer Band, bei manchen Stücken aber auch von Streichern und Bläsern. Direkte Inspiration für ihr Album boten Björk, Massive Attack und Jill Scott.
Bailey Raes Stil unterscheidet sich signifikant von dem des modernen R&B, da er als wesentlich eleganter und ruhiger empfunden wird, im Gegensatz zur klischeehaften Dramatik des R&B. Bei ihrem Debüt arbeitete sie mit renommierten Produzenten wie Al Stone, Paul Herman und Tommy Dee zusammen, die ebenfalls die Richtung der Platte beeinflussten.
Bailey Rae selbst mag die klassischen Jazz-Standards, weil sie nicht so abgehoben klängen. Dagegen steht sie anderen Künstlern wie Madonna, den Pussycat Dolls und Christina Aguilera sehr kritisch gegenüber. Sie bemängelt vor allem, dass diese Künstler es nicht sein lassen könnten, „ihre Ärsche in die Kamera zu strecken“. Das sei ein schlechtes Vorbild insbesondere für Kinder.

## Texte
Die Texte für ihr erstes Album hat Bailey Rae selbst geschrieben oder war zumindest an ihnen beteiligt. Sie handeln von den Erwartungen an die Liebe und von deren Realität. Sie vertritt dabei die Ansicht, dass Konflikte in einer Beziehung nicht unbedingt etwas Schlechtes sind. Sie versucht in ihren Texten nur Dinge zu verarbeiten, die ihrem eigenen Standpunkt entsprechen, weil sie für Auftritte an ihre Texte glauben müsse.
Die Zeit ihres Studiums, in der Bailey Rae noch nebenher arbeiten musste und auf ihre Entdeckung als Musikerin wartete, verarbeitete sie in dem Lied Seasons Change, wo sie mit dem Vers „patience is a virtue“ (übersetzt: „Geduld ist eine Tugend“) ihr damaliges Lebensmotto aufgriff.
Einfluss auf ihre Texte hatte nach Bailey Raes eigenen Angabe auch die US-Autorin Alice Walker, die in dem Buch Anything We Love Can Be Saved über die Beziehung eines Juden und einer Schwarzen in den USA der 1960er-Jahre erzählt. Die Aussage dieses Werkes besteht darin, dass es zeigt, wie gesellschaftliche Einflüsse auf eine Beziehung wirken.

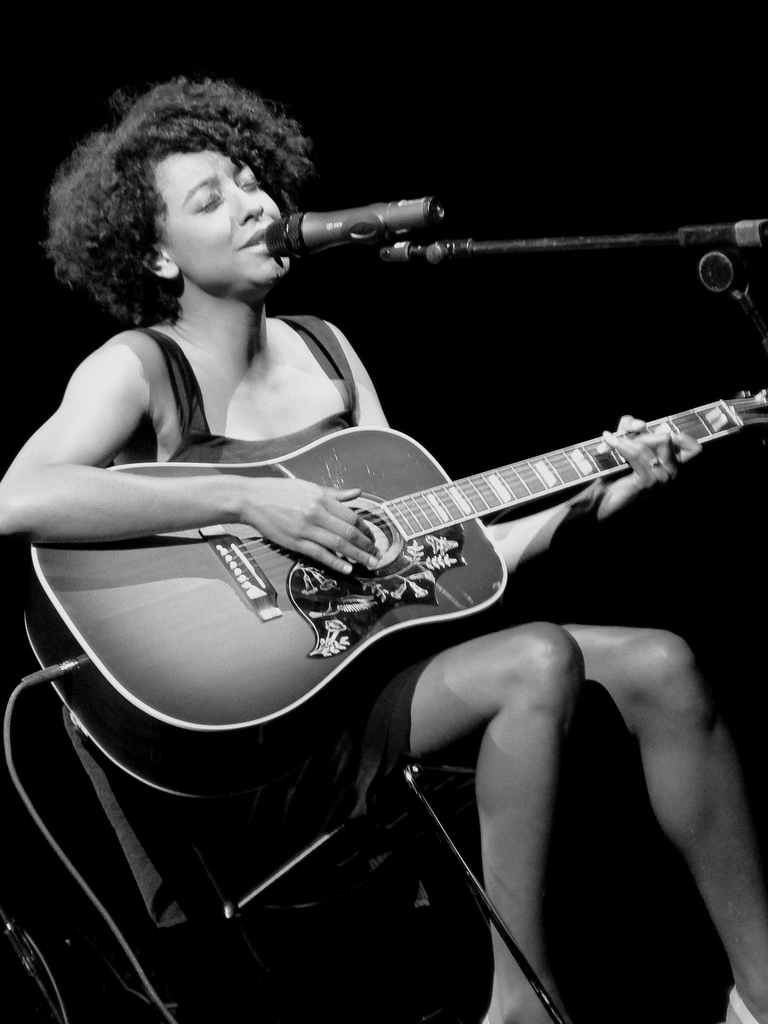
Bailey Rae (2007)

## Bewertungen
Die Kritiken, welche Bailey Rae erhält, sind äußerst positiv. Der Sunday Mirror hält sie für den „weiblichen Star von 2006“ und auch die Sun prophezeit ihr mit der Aussage „diese Lady wird ein Star“ großen Erfolg. Der Guardian vergleicht ihre Stimme mit denen von Billie Holiday, Macy Gray und Lauryn Hill.
Der Focus verglich einen ihrer Promo-Auftritte mit einem „Sommerwind“ und erhob den gesamten Auftritt zu einer „raren Sternstunde“.

## Diskografie

### Studioalben
| Jahr | Titel                                | Höchstplatzierung, Gesamtwochen, AuszeichnungChartplatzierungen (Jahr, Titel, Platzierungen, Wochen, Auszeichnungen, Anmerkungen) | Höchstplatzierung, Gesamtwochen, AuszeichnungChartplatzierungen (Jahr, Titel, Platzierungen, Wochen, Auszeichnungen, Anmerkungen) | Höchstplatzierung, Gesamtwochen, AuszeichnungChartplatzierungen (Jahr, Titel, Platzierungen, Wochen, Auszeichnungen, Anmerkungen) | Höchstplatzierung, Gesamtwochen, AuszeichnungChartplatzierungen (Jahr, Titel, Platzierungen, Wochen, Auszeichnungen, Anmerkungen) | Höchstplatzierung, Gesamtwochen, AuszeichnungChartplatzierungen (Jahr, Titel, Platzierungen, Wochen, Auszeichnungen, Anmerkungen) | Anmerkungen                                                  |
| Jahr | Titel                                | DE | AT | CH | UK | US | Anmerkungen                                                  |
| ---- | ------------------------------------ | --- | --- | --- | --- | --- | ------------------------------------------------------------ |
| 2006 | Corinne Bailey Rae                   | DE18 Gold · (25 Wo.)DE | AT7 (16 Wo.)AT | CH8 Gold · (24 Wo.)CH | UK1 ×3Dreifachplatin · (59 Wo.)UK                                                                                                 | US4 Platin · (72 Wo.)US | Erstveröffentlichung: 24. Februar 2006 Verkäufe: + 2.340.000 |
| 2007 | Corinne Bailey Rae – Special Edition | — | — | — | UK69 (1 Wo.)UK | — | Erstveröffentlichung: 2007                                   |
| 2010 | The Sea                              | DE70 (3 Wo.)DE | — | CH27 (3 Wo.)CH | UK5 Gold · (9 Wo.)UK | US7 (15 Wo.)US | Erstveröffentlichung: 20. Januar 2010 Verkäufe: + 100.000    |
| 2016 | The Heart Speaks in Whispers         | — | — | — | UK14 (3 Wo.)UK | US31 (3 Wo.)US | Erstveröffentlichung: 13. Mai 2016                           |

Weitere Studioalben
- 2023: Black Rainbows

### Livealben
- 2007: Live in London & New York

### EPs
| Jahr | Titel       | Höchstplatzierung, Gesamtwochen, AuszeichnungChartplatzierungen (Jahr, Titel, Platzierungen, Wochen, Auszeichnungen, Anmerkungen) | Höchstplatzierung, Gesamtwochen, AuszeichnungChartplatzierungen (Jahr, Titel, Platzierungen, Wochen, Auszeichnungen, Anmerkungen) | Höchstplatzierung, Gesamtwochen, AuszeichnungChartplatzierungen (Jahr, Titel, Platzierungen, Wochen, Auszeichnungen, Anmerkungen) | Höchstplatzierung, Gesamtwochen, AuszeichnungChartplatzierungen (Jahr, Titel, Platzierungen, Wochen, Auszeichnungen, Anmerkungen) | Höchstplatzierung, Gesamtwochen, AuszeichnungChartplatzierungen (Jahr, Titel, Platzierungen, Wochen, Auszeichnungen, Anmerkungen) | Anmerkungen                           |
| Jahr | Titel       | DE | AT | CH | UK | US | Anmerkungen                           |
| ---- | ----------- | --- | --- | --- | --- | --- | ------------------------------------- |
| 2011 | The Love EP | — | — | — | — | US86 (1 Wo.)US | Erstveröffentlichung: 25. Januar 2011 |

Weitere EPs
- 2006: Live Session EP
- 2007: Venus
- 2010: iTunes Live from SoHo

### Singles als Leadmusikerin
| Jahr | Titel Album                                                     | Höchstplatzierung, Gesamtwochen, AuszeichnungChartplatzierungen (Jahr, Titel, Album, Platzierungen, Wochen, Auszeichnungen, Anmerkungen) | Höchstplatzierung, Gesamtwochen, AuszeichnungChartplatzierungen (Jahr, Titel, Album, Platzierungen, Wochen, Auszeichnungen, Anmerkungen) | Höchstplatzierung, Gesamtwochen, AuszeichnungChartplatzierungen (Jahr, Titel, Album, Platzierungen, Wochen, Auszeichnungen, Anmerkungen) | Höchstplatzierung, Gesamtwochen, AuszeichnungChartplatzierungen (Jahr, Titel, Album, Platzierungen, Wochen, Auszeichnungen, Anmerkungen) | Höchstplatzierung, Gesamtwochen, AuszeichnungChartplatzierungen (Jahr, Titel, Album, Platzierungen, Wochen, Auszeichnungen, Anmerkungen) | Anmerkungen                            |
| Jahr | Titel Album                                                     | DE | AT | CH | UK | US | Anmerkungen                            |
| --- | --------------------------------------------------------------- | --- | --- | --- | --- | --- | -------------------------------------- |
| 2005 | Like a Star Corinne Bailey Rae                                  | — | — | — | UK32 Silber · (8 Wo.)UK | US56 Platin · (2 Wo.)US | Erstveröffentlichung: 7. November 2005 |
| 2006 | Put Your Records On Corinne Bailey Rae                          | DE75 (9 Wo.)DE | AT26 (19 Wo.)AT | CH23 (27 Wo.)CH | UK2 ×2Doppelplatin · (29 Wo.)UK | US64 ×3Dreifachplatin · (19 Wo.)US | Erstveröffentlichung: 20. Februar 2006 |
| 2006 | Trouble Sleeping Corinne Bailey Rae                             | — | — | — | UK40 (3 Wo.)UK | — | Erstveröffentlichung: 29. Mai 2006     |
| 2007 | I’d Like To Corinne Bailey Rae                                  | — | — | — | UK79 (1 Wo.)UK | — | Erstveröffentlichung: 12. Februar 2007 |
| Folgende Lieder erschienen nicht als Single, wurden aber durch das Album zum Download und Streaming bereitgestellt und konnten somit eine Platzierung erlangen: |                                                                 | | | | | |                                        |
| |                                                                 | | | | | |                                        |
| 2017 | The Scientist Fifty Shades of Grey – Gefährliche Liebe (O.S.T.) | DE87 (1 Wo.)DE | AT45 (2 Wo.)AT | CH61 (2 Wo.)CH | UK86 (1 Wo.)UK | — |                                        |

Weitere Singles
- 2010: I’d Do It All Again
- 2010: Paris Nights / New York Mornings
- 2010: Closer
- 2010: Is This Love
- 2016: Been to the Moon
- 2016: Green Aphrodisiac
- 2016: Stop Where You Are
- 2016: The Skies Will Break
- 2016: Hey, I Won’t Break Your Heart
- 2019: Do You Ever Think of Me?

### Singles als Gastmusikerin
| Jahr | Titel Album                           | Höchstplatzierung, Gesamtwochen, AuszeichnungChartplatzierungen (Jahr, Titel, Album, Platzierungen, Wochen, Auszeichnungen, Anmerkungen) | Höchstplatzierung, Gesamtwochen, AuszeichnungChartplatzierungen (Jahr, Titel, Album, Platzierungen, Wochen, Auszeichnungen, Anmerkungen) | Höchstplatzierung, Gesamtwochen, AuszeichnungChartplatzierungen (Jahr, Titel, Album, Platzierungen, Wochen, Auszeichnungen, Anmerkungen) | Höchstplatzierung, Gesamtwochen, AuszeichnungChartplatzierungen (Jahr, Titel, Album, Platzierungen, Wochen, Auszeichnungen, Anmerkungen) | Höchstplatzierung, Gesamtwochen, AuszeichnungChartplatzierungen (Jahr, Titel, Album, Platzierungen, Wochen, Auszeichnungen, Anmerkungen) | Anmerkungen                                                             |
| Jahr | Titel Album                           | DE | AT | CH | UK | US | Anmerkungen                                                             |
| ---- | ------------------------------------- | --- | --- | --- | --- | --- | ----------------------------------------------------------------------- |
| 2005 | Young & Foolish Better Luck Next Time | — | — | — | UK88 (1 Wo.)UK | — | Erstveröffentlichung: 13. Januar 1998 The stiX feat. Corinne Bailey Rae |

Weitere Gastbeiträge
- 2003: Come the Revolution (Homecut Directive feat. Corinne Bailey Rae)
- 2003: Your Love Is Mine (The New Mastersounds feat. Corinne Bailey Rae)
- 2007: If I Don’t (Amp Fiddler feat. Corinne Bailey Rae)
- 2009: I Don’t Even Know (Homecut feat. Corinne Bailey Rae & Soweto Kinch)

## Auszeichnungen für Musikverkäufe
| Goldene Schallplatte - Brasilien - 2007: für das Album Corinne Bailey Rae - 2024: für das Lied The Scientist - Frankreich - 2006: für das Album Corinne Bailey Rae - Italien - 2024: für die Single Put Your Records On - Niederlande - 2006: für das Album Corinne Bailey Rae - Spanien - 2006: für das Album Corinne Bailey Rae - 2024: für die Single Put Your Records On | Platin-Schallplatte - Brasilien - 2024: für die Single Put Your Records On - Dänemark - 2023: für die Single Put Your Records On - 2025: für das Album Corinne Bailey Rae - Europa - 2006: für das Album Corinne Bailey Rae - Kanada - 2007: für das Album Corinne Bailey Rae - Neuseeland - 2022: für das Album Corinne Bailey Rae 2× Platin-Schallplatte - Irland - 2006: für das Album Corinne Bailey Rae 3× Platin-Schallplatte - Neuseeland - 2023: für die Single Put Your Records On |

Anmerkung: Auszeichnungen in Ländern aus den Charttabellen bzw. Chartboxen sind in ebendiesen zu finden.
| Land/RegionAuszeichnungen für Musikverkäufe (Land/Region, Auszeichnungen, Verkäufe, Quellen) | Silber  | Gold       | Platin       | Verkäufe    | Quellen              |
| -------------------------------------------------------------------------------------------- | ------- | ---------- | ------------ | ----------- | -------------------- |
| Brasilien (PMB)                                                                              | —       | 2× Gold2   | Platin1      | 120.000     | pro-musicabr.org.br  |
| Dänemark (IFPI)                                                                              | —       | —          | 2× Platin2   | 110.000     | ifpi.dk              |
| Deutschland (BVMI)                                                                           | —       | Gold1      | —            | 100.000     | musikindustrie.de    |
| Europa (IFPI)                                                                                | —       | —          | Platin1      | (1.000.000) | ifpi.org             |
| Frankreich (SNEP)                                                                            | —       | Gold1      | —            | 75.000      | snepmusique.com      |
| Irland (IRMA)                                                                                | —       | —          | 2× Platin2   | 30.000      | irishcharts.ie       |
| Italien (FIMI)                                                                               | —       | Gold1      | —            | 50.000      | fimi.it              |
| Kanada (MC)                                                                                  | —       | —          | Platin1      | 100.000     | musiccanada.com      |
| Neuseeland (RMNZ)                                                                            | —       | —          | 4× Platin4   | 105.000     | radioscope.co.nz NZ2 |
| Niederlande (NVPI)                                                                           | —       | Gold1      | —            | 35.000      | nvpi.nl              |
| Schweiz (IFPI)                                                                               | —       | Gold1      | —            | 15.000      | hitparade.ch         |
| Spanien (Promusicae)                                                                         | —       | 2× Gold2   | —            | 70.000      | elportaldemusica.es  |
| Vereinigte Staaten (RIAA)                                                                    | —       | —          | 5× Platin5   | 5.000.000   | riaa.com             |
| Vereinigtes Königreich (BPI)                                                                 | Silber1 | Gold1      | 5× Platin5   | 2.400.000   | bpi.co.uk            |
| Insgesamt                                                                                    | Silber1 | 10× Gold10 | 21× Platin21 |             |                      |